# 依拜維吉
依拜·維吉，曾先後使用藝名黃靖紘和黃慧文。台灣原住民女歌手，泰雅族宜蘭縣大同鄉四季部落人，上華唱片1999年度新人。

## 生平
依拜維吉的藝名叫黃靖紘，曾經跟孫耀威合唱過一首動人的情歌〈你是情人還是敵人〉，她在上華唱片時期也曾經和紀家盈（家家）發行過一張原住民音樂合輯《七百個月亮》。四季部落物資缺乏，生活水平和教育都較落後，要培養一個天籟之聲的歌手相當不易。當時她改回中華民國國民身分證登記漢名黃慧文，是上華唱片1999年度新人，也跟熊天平合唱過一曲〈野心〉。當她走入幕後成為眾多音樂唱作人的推手，蜜雪薇琪、彭于晏、何耀珊等華語流行音樂歌手的vocal指導老師。這麼多年做了這麼多的流行音樂之後，來自四季部落的她，現在再改回泰雅族名字「依拜維吉」。

## 歷年作品

### 詞曲創作--黃慧文
- 週年慶             （張瑋綸）
- 相信               （張瑋綸）
- 句點               （張瑋綸）
- 不想勉強           （張瑋綸）
- 無免怨嗟           （劉嘉玲）
- 糖罐子             （王心凌）
- 相愛是快樂的事     （雅麗）
- 你問               （李玟）
- 撒野               （李玟）
- 愛太多             （李玟）
- 憑感覺             （許茹芸）
- 吻到一公里之外     （唐禹哲）
- 美麗的插曲         （蕭亞軒）
- Miss 糟糕          （何耀珊）
- You are my star    （何耀珊）
- 是誰               （關淑怡）
- 記號               （關淑怡）
- 告解               （祝釩剛）
- Loving you        （B.A.D）
- 自己               （陳好）
- 幸福魔力           （陳好）
- 聰明一點           （高慧君）
- 時間河             （陳以生）
- 亂了               （陳以生）
- 出發               （陳以生）
- （Weather Girls）

### 演唱—黃慧文
- 七百個月亮（上華唱片）
- 野心（熊天平＆黃慧文）
- 你最珍貴（亞洲創作人原音大碟）
- 六字大明咒
- 藥師灌頂真言
- YoYo點點名 5、6、7集
- 緯來兒童台  兒歌
- MOMO歡樂谷 “快樂baby加加油1”專輯 主唱

### 演唱—黃靖紘
- 例外（懷玉公主原聲帶）
- 一萬個萬一（懷玉公主原聲帶）
- 感覺出租（懷玉公主原聲帶）
- 你是情人還是敵人（懷玉公主原聲帶，與香港歌手孫耀威合唱）
- 新一剪梅原聲帶（整張）
- 親愛的愛人（新梁山伯與祝英台）

### 演唱—依拜維吉
- 依拜維吉同名專輯
- 時間河    （與陳以生合唱）
- 親愛媽媽  （與陳以生合唱）

### 同名專輯
2008年發行第一張泰雅族語同名專輯《依拜維吉》
多年前依拜維吉就決定要創作一張沒有包袱的泰雅族音樂專輯，加上2004年第一屆母語創作大賽得到最佳人氣獎，以及製作人的鼓勵，到2008年這張專輯終於誕生，整張專輯樂風融合了爵士、bossa nova等的歐陸活潑音樂氣息，泰雅族的古調加入了全新的音樂元素改編，聽起來像是一張外語專輯，優美的聲線加上創新的音樂曲式，成為一張耐聽的經典專輯。同名歌曲【依拜維吉】是由她本人作曲，媽媽填詞，是首充滿夢想、希望、愛家的動人歌曲。

### 釋放
2011年發行第二張泰雅族語專輯《釋放》

### 四季的四季
2022年發行第三張泰雅族語專輯《四季的四季》

## 藝人培訓
- 何耀珊
- 孫靖（zip）
- T-Rush
- 牛奶（Energy）
- 江一燕（橙天娛樂）
- 蜜雪薇琪
- 緯來紅豆少女組
- 庭瑋（紅豆姐姐）
- 家鳳（蜜豆姐姐）
- 筱芊（豆沙姐姐）
- 彭于晏
- 竹幼婷（主播）
- 張瑋綸
- 陳好（橙天娛樂）
- 彭薇霖（蘋果姐姐）

## 獎項
| 年份   | 屆次         | 專輯         | 獎項               | 入圍者與專輯名稱 | 結果 |
| ------ | ------------ | ------------ | ------------------ | ---------------- | ---- |
| 2008年 | 第18屆金曲獎 | 《依拜維吉》 | 最佳原住民語歌手獎 | 依拜維吉         | 獲獎 |
| 2008年 | 第18屆金曲獎 | 《依拜維吉》 | 最佳原住民語專輯獎 | 《依拜維吉》     | 獲獎 |
| 2008年 | 第18屆金曲獎 | 《依拜維吉》 | 最佳專輯製作人獎   | 曹登昌           | 提名 |
| 2012年 | 第23屆金曲獎 | 《釋放》     | 最佳原住民語歌手獎 | 依拜維吉         | 提名 |

## 外部鏈結
- 依拜維吉 Ipay Buyci 的 Facebook
- 依拜維吉 Ipay Buyci 的 IG
- 依拜維吉 Ipay Buyci 的 Youtube （页面存档备份，存于）